# Doulz amis

## Guillaume de Machaut
Guillaume de Machaut (también Machault) (Machault, c. 1300 – abril de 1377), fue un clérigo, poeta y compositor medieval francés. Su proyección fue enorme y es históricamente el máximo representante del movimiento conocido como Ars nova, siendo considerado el más célebre compositor del siglo XIV. 

## Contexto histórico
El siglo en el que fue escrito la obra (Siglo XIV) estuvo muy marcado por las siguientes características. Para empezar las grandes crisis del momento, la crisis climática, la peste (enfermedad que acabó con gran parte de la sociedad europea), las guerras constantes por todo Europa. También por la religión en la que se empieza a dudar de la autoridad papal además “las divisiones desembocan en un cisma y en la contestación del poder papal.”

## Tema de la obra
Amor cortés: El amado llora a la mujer por su dolor, que solo ella puede calmar. Su corazón tiene miedo de morir, si ella no le da su amor, él ha sido cautivado por su belleza. 

## Análisis formal
Esta balada se divide en dos partes muy diferenciadas, la primera es la parte A, en la que se comienza la obra y se presenta el tema. Esta parte se divide en A1 y A2, donde se nota un cambio del tono y del ritmo. Esta parte A se repite a continuación de haber sido representada una vez, aunque al final cambia un compás. Al terminar la repetición se presenta la parte B, considerada el colofón y dividida también en dos partes muy distinguidas por el tono y el ritmo, b y c. Este colofón, al igual que la introducción se repite al terminar la primera vez e igualmente hace un cambio en el último compás. La obra termina con esta repetición.

## Características musicales de la obra
Machaut para este poema selecciona una estructura rítmica muy estrecha, con muchas palabras rimando con la última palabra de la primera frase de la obra: "Complaint".
Incorpora un contrapunto rítmico a través de intercambios más frecuentes de rango melódico. Incluyendo 4 cadencias, todas al terminar un verso.
La ámbito de tesitura de la obra va de Re3 al Fa4, eso si no tiene una gran cantidad de saltos grandes, se mueve bastante por medio de saltos de segunda o tercera, pero si se puede destacar los saltos al final de cada verso para terminar una cadencia.